# 李上金
李上金（り じょうきん）は、唐の高宗の三男である。母親は楊氏。中宗と睿宗の異母兄にあたる。

## 生涯
高宗が即位すると、上金は杞王に封ぜられた。永徽3年（652年）、益州大都督を遙領した。乾封元年（666年）、寿州刺史に任ぜられ、また濠州刺史を務めた。しかし武后に憎まれて官位と封号を奪われ、澧州に流された。
永隆2年（681年）、武后は上金と鄱陽王李素節を朝政に参加させるように上表した。しかしのちに上金を沔州刺史に、李素節を岳州刺史として、彼らの朝政への関与を再び妨げた。嗣聖元年（684年）、高宗が亡くなると喪に服した。同年（文明元年）に上金は畢王に封ぜられ、さらに沢王に改封され、蘇州刺史に任ぜられた。垂拱元年（685年）、陳州刺史に転じた。永昌元年（689年）、太子左衛率に任ぜられ、随州刺史となった。
載初元年（690年）、武承嗣が上金と李素節に謀反の企みありと誣告し、2人を洛陽に召還して御史台に送った。李素節が南龍門駅で殺害されると、上金は恐れて自殺した。上金の死後に、7人の子は顕州に流され、そのうち李義珍・李義玫・李義璋・李義環・李義瑾・李義璲は現地で死に、ただ李義珣のみが生き残った。中宗が復位した後、上金の官爵は復され、李義珣は沢王の位を継いだ。

## 伝記資料
- 『旧唐書』巻八十六 列伝第三十六「沢王上金伝」
- 『新唐書』巻八十一 列伝第六「沢王上金伝」